# Jakob Åsell

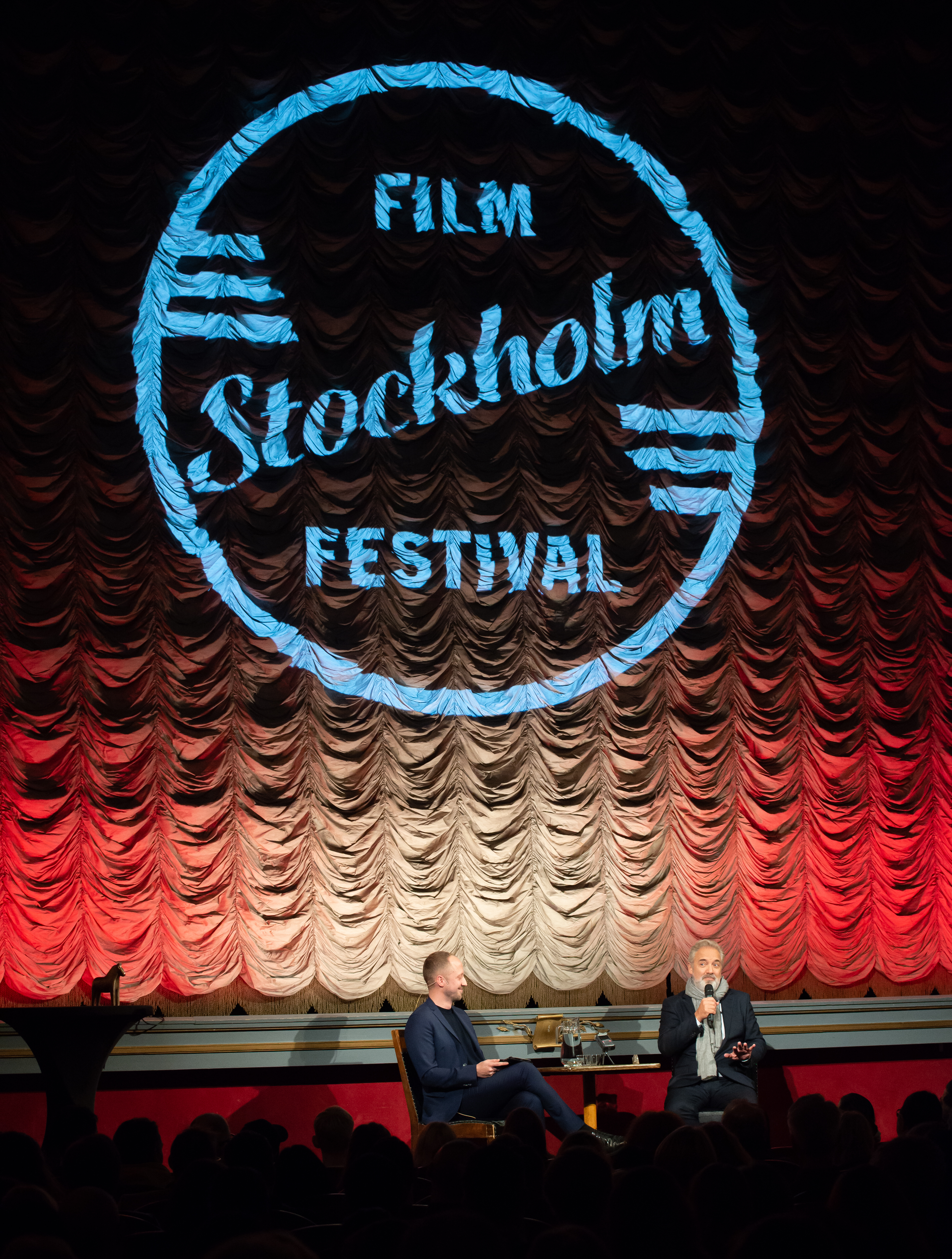
Filmkritiker Jakob Åsell i ett Face2Face med den brittiske film- och scenregissören, producenten och manusförfattaren Sam Mendes på biograf Skandia i Stockholm 2022.

Jakob Åsell, född 30 juli 1987 i Stockholm, är en svensk filmkritiker och filmklippare. Åsell skriver kritik i Svenska Dagbladet och är återkommande skribent för filmtidningen Point of View, Filmrutan, FLM, Nöjesguiden, ETC och Arbetaren Kultur.
2020 deltog han i talangprogrammet Berlinale Talent Press och 2018 tilldelades han SWEA Los Angeles filmstipendium.
Han är medlem i Föreningen Sveriges Filmklippare (SFK).